# Tabapuã (ort)
Tabapuã är en ort i Brasilien.   Den ligger i kommunen Tabapuã och delstaten São Paulo, i den sydöstra delen av landet, 600 km söder om huvudstaden Brasília. Tabapuã ligger 533 meter över havet och antalet invånare är 11 363.
Terrängen runt Tabapuã är platt. Tabapuã är det största samhället i trakten.
Trakten runt Tabapuã består till största delen av jordbruksmark. Runt Tabapuã är det ganska tätbefolkat, med 248 invånare per kvadratkilometer.